# مارتن إيدن
مارتن إيدن (بالإنجليزية: Martin Eden)‏ هي قصة نشرت عام 1909 بقلم الكاتب الأمريكي جاك لندن عن شاب بروليتاري عصامي يكافح ليصبح كاتبا. ونشرت بشكل مسلسل لأول مرة في المجلة باسيفيك الشهرية في الفترة من سبتمبر 1908 إلى سبتمبر 1909 ونشرت في شكل كتاب من قبل دار ماكميلان في سبتمبر 1909.
الموضوع الرئيسي للرواية يتمحور حول تطوير حواس إيدن الفنية وتضع الرواية ضمن أدب «قصة الفنان» (بالألمانية: Künstlerroman)، والتي تورد تشكل وتطور الفنان.
يختلف إيدن عن لندن في أن إيدن يرفض الاشتراكية، ويهاجمها بأنها «أخلاق عبودية»، ويعتمد على الفردية النيتشوية. وكتب لندن في مذكرة إلى أبتون سنكلير، «أحد دوافعي في هذا الكتاب كان الهجوم على الفردية (في شخص البطل). لا بد أنني فشلت، فلم يكتشف أحد المقيمين هذا.»

## ملخص الحبكة
يعيش مارتن إيدن في أوكلاند في بداية القرن العشرين، ويكافح للارتقاء فوق ظروفه المعدمة والبروليتارية من خلال السعي الحثيث والمتقد للتعليم الذاتي، على أمل تحقيق مكان بين النخبة الأدبية. دافعه الرئيسي هو حبه لروث مورس. نظرًا لأن إيدن هو بحار غير متعلم من خلفية من الطبقة العاملة وأن عائلة مورس هي عائلة برجوازية، فإن الاتحاد بينهما سيكون مستحيلًا ما لم يصل إلى مستوى ثروتهم ورفعتهم بل وحتى يصل إلى ذلك.
على مدى فترة عامين، وعد إيدن روث بأن النجاح سوف يتحقق، ولكن قبل ذلك بقليل، روث تفقد صبرها وترفضه في رسالة، قائلة: «لو أنك كنت قد استقررت فقط... وحاولت أن تجعل من نفسك شيئًا ما». بحلول الوقت الذي يحصل فيه إيدن على دعم الناشرين والبرجوازيين الذين تجنبوه، كان بالفعل قد غمر نفسه بالضغينة تجاههم وقد مل من الكدح والحب غير المتبادل. وبدلاً من أن يستمتع بنجاحه، اتجه نحو اللامبالاة، وانقطع للسير عقلياً ضد لطف المجتمع البرجوازي أو للتبرع بثروته الجديدة لأصدقاء من الطبقة العاملة والعائلة. شعر أن الناس لا يقدرونه لأجل من يكون أو لعمله ولكن فقط لشهرته.
تنتهي الرواية بانتحار إدين غرقًا، ما ساهم في ما أسماه الباحث كلاريس ستاسز «أسطورة السيرة» التي تقول إن موت جاك لندن كان انتحارًا.[بحاجة لمصدر]
علقت جوان ابنة لندن الكبرى أنه على الرغم من نهايته المأساوية، فغالبًا ما يُنظر إلى الكتاب على أنه «قصة نجاح... ألهمتْ ليس فقط جيلًا كاملًا من الكتاب الشباب ولكن أيضًا مجالات أخرى مختلفة حققت، دون مساعدة أو تشجيع، أهدافا من خلال النضال الكبير».[بحاجة لمصدر]

## الشخصيات الأساسية

### مارتن إيدن
بحار سابق من خلفية من الطبقة العاملة، يقع في حب الشابة البرجوازي روث ويُعلم نفسه ليصبح كاتباً، بهدف كسب يدها للزواج.

### روث مورس
الطالبة الجامعية الشابة البرجوازية التي تأسر إيدن أثناء تدريسها له اللغة الإنجليزية. رغم أنها في البداية انجذبت إلى خلفيته للطبقة العاملة وصدت عنها، فإنها تدرك في النهاية أنها تحبه. يصبحان مخطوبين، بشرط عدم تمكنهم من الزواج حتى يوافق والداها على وضعه المالي والاجتماعي.

### ليزي كونولي
عاملةٌ في صناعة التعليب يرفضها إيدن، المغرم بروث بالفعل. في البداية، بينما يسعى إيدن جاهدًا من أجل التعليم والثقافة، تبدو أيدي ليزي الخشنة أقل شأنا من روث في عينيه. على الرغم من هذا، لا تزال ليزي مكرسة له. هو يشعر بالتعلق بها لأنها كانت تحبه دائمًا من أجل من هو، وليس من أجل الشهرة أو المال، كما تفعل روث.

### جو داوسون
رئيس إيدن في مغسلة الغسيل، الذي يكسب ود إيدن ببهجه وقدرته على العمل، لكنه، مثل مارتن إيدن، يعاني من الإرهاق والعمل الشاق. يستقيل من الغسيل، ويحاول إقناع مارتن بتبني أسلوب حياة المتشرد. قرب نهاية الكتاب، يقابله مارتن مرة أخرى، ويعرض عليه عمل مغسلة. جو، الذي يحب حياة المتشرد، لكنه لا يحب عدم وجود الفتيات فيها، يقبل في النهاية العرض ويعد بمعاملة الموظفين بنزاهة.

### روس بريسيندين
كاتبٌ عليلٌ يشجع إيدن على التخلي عن الكتابة والعودة إلى البحر قبل أن تبتلعه حياة المدينة. بريسندن اشتراكي ملتزم ويدخل إيدن إلى مجموعة من الفلاسفة الهواة الذين يسميهم «الأوساخ الحقيقية». يتسبب عمله الأخير، ايفيميرا، في ضجة أدبية عندما يكسر إيدن كلمته وينشرها عند وفاة الكاتب.

## المواضيع الرئيسية

### الطبقية الاجتماعية
الطبقية الاجتماعية، من وجهة نظر إيدن، هي موضوع مهم للغاية في الرواية. إيدن هو بحار من خلفية من الطبقة العاملة يشعر بعدم الارتياح والإلهام أيضًا عندما التقى للمرة الأولى مع عائلة مورس البرجوازية. بينما يحسن نفسه، يجد نفسه بعيدًا بشكل متزايد عن خلفية الطبقة العاملة ومحيطها الذي انتمى إليه، وأصبح يبتعد عن ليزي. في النهاية، عندما يجد إيدن أن تعليمه قد تخطى بكثير البرجوازية التي كان يتطلع إليها، فإنه يشعر بالعزلة أكثر من أي وقت مضى. يعلق بول بيرمان على أن إيدن لا يستطيع التوفيق بين نفسه  «المتحضر والنظيف» الحالي مع  «البربري المقاتل» في الماضي، وأن عدم القدرة هذا يتسبب في انحداره إلى ازدواجية هزلية.

### الآلات
يستحضر لندن سلسلة من التلميحات إلى طريقة عمل الآلات في الرواية. فالآلات هي التي تجعل أيدي ليزي خشنة. بالنسبة لإيدن، يعمل محررو المجلة على تشغيل جهاز يرسل زلات رفض لا نهاية لها على ما يبدو. عندما يعمل إيدن في المغسلة، فإنه يعمل مع الآلات، لكنه يشعر نفسه بأنه ترسٌ في آلة أكبر. وتصبح الآلة الكاتبة لإدنس بليكنسدورفر امتدادًا لجسمه.

## روابط خارجية
- مارتن إيدن على موقع الموسوعة البريطانية (الإنجليزية)